# Eleições estaduais no Acre em 1986
As eleições estaduais no Acre em 1986 ocorreram em 15 de novembro como parte das eleições gerais em 23 estados, no Distrito Federal, e nos territórios federais do Amapá e Roraima. Foram eleitos o governador Flaviano Melo, o vice-governador Edison Cadaxo, os senadores Aluizio Bezerra e Nabor Júnior, além de oito deputados federais e vinte e quatro estaduais na última disputa para governador onde não vigoravam os dois turnos. Três nomes visaram o governo com vitória de Flaviano Melo no segundo e último êxito do PMDB em disputas pelo Palácio Rio Branco, que ao tempo da eleição era ocupado por Iolanda Fleming, primeira mulher a governar um estado brasileiro.
O governador Flaviano Melo nasceu em Rio Branco e formou-se em Engenharia Civil em 1974 pelo Centro Universitário Geraldo Di Biase com especialização na Universidade Federal do Rio de Janeiro. Funcionário da Mendes Júnior trabalhou nas obras da Ponte Rio-Niterói e do Metrô do Rio de Janeiro antes de ir para Recife e Salvador. Após retornar ao Acre filiou-se ao PMDB e foi prefeito biônico de Rio Branco (1983-1986) no governo Nabor Júnior. Sua indicação, porém, sofreu objeções no PMDB e por isso o médico e seringueiro e senador Mário Maia, político egresso do PTB e cassado pelo pelo Ato Institucional Número Cinco em 1969 quando estava no MDB e exercia o segundo mandato de deputado federal, deixou o partido pelo qual fora eleito em 1982 e assentou-se no PDT compondo uma aliança com os adversários de sua antiga legenda, todavia a vitória do PMDB nas eleições municipais de 1985 e o apoio dos governos federal e estadual deram a vitória a Flaviano Melo enquanto o PT apresentou o engenheiro agrônomo Hélio Pimenta como seu candidato.
O vice-governador eleito é Edison Cadaxo, nascido em Boca do Acre (AM). Filiado ao PTB foi eleito vereador em Cruzeiro do Sul em 1962 e depois do bipartidarismo imposto pelo Regime Militar de 1964 entrou no MDB e foi eleito deputado estadual em 1966, 1970, 1974, 1978 e 1982 tendo presidido a Assembleia Legislativa do Acre de 1975 a 1977. Filiado ao PMDB, participou do Colégio Eleitoral em 1985 e  votou em Tancredo Neves para presidente da República.

## Resultado da eleição para governador
Segundo o Tribunal Regional Eleitoral houve 110.987 votos nominais (86,77%), 13.638 votos em branco (10,66%) e 3.282 votos nulos (2,57%), totalizando 127.907 eleitores.
| Candidatos a governador do estado | Candidatos a vice-governador | Número | Coligação                                      | Votação | Percentual |
| --------------------------------- | ---------------------------- | ------ | ---------------------------------------------- | ------- | ---------- |
| Flaviano Melo PMDB                | Edison Cadaxo PMDB           | 15     | PMDB (sem coligação                            | 68.117  | 61,38%     |
| Mário Maia PDT                    | Railda Pereira PDS           | 12     | Coligação Progressista do Acre (PDT, PDS, PFL) | 40.303  | 36,31%     |
| Hélio Pimenta PT                  | Antônio Manoel Rodrigues PT  | 13     | PT (sem coligação)                             | 2.567   | 2,31%      |
| Fontes:                           |                              |        |                                                |         |            |

## Resultado da eleição para senador
Dados fornecidos pelo Tribunal Superior Eleitoral apontam que por serem duas vagas em disputa, os votos válidos atingiram 184.245 eleitores (72,02%) com 54.611 votos em branco (21,35%) e 16.958 votos nulos (6,63%), somando 255.814 sufrágios.
| Candidatos a senador da República | Candidatos a suplente de senador                           | Número | Coligação                                      | Votação | Percentual |
| --------------------------------- | ---------------------------------------------------------- | ------ | ---------------------------------------------- | ------- | ---------- |
| Nabor Júnior PMDB                 | -                                                          | 151    | PMDB (sublegenda um)                           | 41.080  | 22,30%     |
| Jorge Kalume PDS                  | -                                                          | 111    | Coligação Progressista do Acre (PDT, PDS, PFL) | 23.360  | 12,68%     |
| Zamir Teixeira PMDB               | -                                                          | 152    | PMDB (sublegenda um)                           | 21.782  | 11,82%     |
| Aluizio Bezerra PMDB              | -                                                          | 155    | PMDB (sublegenda dois)                         | 20.762  | 11,27%     |
| Altevir Leal PFL                  | Azenair Macario de Oliveira PFL Ester Maia de Oliveira PDT | 251    | Coligação Progressista do Acre (PDT, PDS, PFL) | 19.602  | 10,64%     |
| Natalino Brito Filho PMDB         | -                                                          | 156    | PMDB (sublegenda dois)                         | 17.123  | 9,29%      |
| Rui Lino PMDB                     | -                                                          | 154    | PMDB (sublegenda dois)                         | 15.386  | 8,35%      |
| João Tota PDS                     | -                                                          | 113    | Coligação Progressista do Acre (PDT, PDS, PFL) | 7.493   | 4,07%      |
| Labib Murad PDS                   | -                                                          | 112    | Coligação Progressista do Acre (PDT, PDS, PFL) | 6.888   | 3,74%      |
| José Marques de Souza PT          | Amélia Araújo Cassimiro PT Alberto Monteiro Rodrigues PT   | 131    | PT (sem coligação)                             | 3.530   | 1,91%      |
| Emílio Assmar PMDB                | -                                                          | 153    | PMDB (sublegenda um)                           | 3.180   | 1,73%      |
| Evaristo de Luca PCB              | Estanislau Siqueira Souza PCB -                            | 231    | PCB (sem coligação)                            | 2.507   | 1,36%      |
| Maria Rita Ferreira Batista PCdoB | Emanuel Marinho Coelho PCdoB -                             | 241    | PCdoB (sem coligação)                          | 1.552   | 0,84%      |
| Fontes:                           |                                                            |        |                                                |         |            |

## Deputados federais eleitos
São relacionados os candidatos eleitos com informações complementares da Câmara dos Deputados.

Representação eleita
  PMDB: 5
  PDS: 2
  PFL: 1

| Número   | Deputados federais eleitos | Partido | Votação | Percentual | Cidade onde nasceu | Unidade federativa  |
| 1507     | José Melo                  | PMDB    | 14.307  | 12,89%     | Rio Branco         | Acre                |
| 1110     | Narciso Mendes             | PDS     | 9.497   | 8,55%      | Patu               | Rio Grande do Norte |
| 1501     | Maria Lúcia Araújo         | PMDB    | 6.973   | 6,28%      | João Pessoa        | Paraíba             |
| 1504     | Osmir Lima                 | PMDB    | 6.111   | 5,50%      | Cruzeiro do Sul    | Acre                |
| 1122     | Francisco Diógenes         | PDS     | 5.601   | 5,04%      | Iguatu             | Ceará               |
| 1502     | Geraldo Fleming            | PMDB    | 5.555   | 5,00%      | Campanha           | Minas Gerais        |
| 2511     | Alércio Dias               | PFL     | 5.364   | 4,83%      | Joinville          | Santa Catarina      |
| 1503     | Rubem Branquinho           | PMDB    | 4.807   | 4,33%      | Carmo do Paranaíba | Minas Gerais        |
| Fontes:< |                            |         |         |            |                    |                     |

## Deputados estaduais eleitos
Estavam em jogo 24 vagas na Assembleia Legislativa do Acre.

Representação eleita
  PMDB: 14
  PDS: 9
  PFL: 1

| Número  | Deputados estaduais eleitos   | Partido | Votação | Percentual | Cidade onde nasceu | Unidade federativa |
| 15112   | Manoel Machado da Rocha       | PMDB    | 3.580   | 2,79%      | Cruzeiro do Sul    | Acre               |
| 15105   | Raimundo Sales Costa          | PMDB    | 3.580   | 2,79%      | Sena Madureira     | Acre               |
| 15124   | Ariosto Pires Migueis         | PMDB    | 2.766   | 2,16%      | Rio Branco         | Acre               |
| 15110   | Alcimar Nunes Leitão          | PMDB    | 2.491   | 1,94%      | Feijó              | Acre               |
| 15114   | Valmir Gomes Ribeiro          | PMDB    | 2.418   | 1,89%      | Brasiléia          | Acre               |
| 11119   | Francisco Lopes Pessoa        | PDS     | 2.172   | 1,69%      | Araripe            | Ceará              |
| 15122   | Vagner José Sales             | PMDB    | 1.991   | 1,55%      | Cruzeiro do Sul    | Acre               |
| 15133   | Josias Farias França          | PMDB    | 1.967   | 1,53%      | Tarauacá           | Acre               |
| 15125   | Mauri Sérgio                  | PMDB    | 1.959   | 1,53%      | Xapuri             | Acre               |
| 15101   | Valdemir Lopes da Silva       | PMDB    | 1.811   | 1,41%      | Epitaciolândia     | Acre               |
| 15113   | Félix Vale Pereira            | PMDB    | 1.776   | 1,38%      | Plácido de Castro  | Acre               |
| 15135   | Átila Viana de Matos          | PMDB    | 1.660   | 1,29%      | Brasiléia          | Acre               |
| 11126   | Edmundo Pinto                 | PDS     | 1.547   | 1,20%      | Rio Branco         | Acre               |
| 15119   | Francisco Taumaturgo          | PMDB    | 1.546   | 1,20%      | Tarauacá           | Acre               |
| 11102   | Ulisses Modesto               | PDS     | 1.524   | 1,19%      | Sena Madureira     | Acre               |
| 11131   | Isnard Leite                  | PDS     | 1.518   | 1,18%      | Rio Branco         | Acre               |
| 11109   | Romildo Magalhães             | PDS     | 1.518   | 1,18%      | Feijó              | Acre               |
| 25125   | João Tezza                    | PFL     | 1.500   | 1,17%      | Manaus             | Amazonas           |
| 15120   | Elson Santiago                | PMDB    | 1.497   | 1,17%      | Cruzeiro do Sul    | Acre               |
| 15103   | Pedro Yarzon                  | PMDB    | 1.442   | 1,12%      | Humaitá            | Amazonas           |
| 11113   | José Augusto Araújo de Farias | PDS     | 1.393   | 1,08%      | Feijó              | Acre               |
| 11222   | Luiz de Oliveira Garcia       | PDS     | 1.373   | 1,07%      | Senador Guiomard   | Acre               |
| 11115   | Ilson Alves Ribeiro           | PDS     | 1.267   | 0,99%      | Sena Madureira     | Acre               |
| 11105   | Maria das Vitórias            | PDS     | 1.234   | 0,96%      | Sena Madureira     | Acre               |
| Fontes: |                               |         |         |            |                    |                    |